# Afrarchaea ngomensis
Afrarchaea ngomensis là một loài nhện trong họ Archaeidae. Loài này phân bố ở Nam Phi.